# Silphotrupes punctatissimus
Silphotrupes punctatissimus é uma espécie de insetos coleópteros polífagos pertencente à família Geotrupidae.
A autoridade científica da espécie é Chevrolat, tendo sido descrita no ano de 1840.
Trata-se de uma espécie presente no território português.